# Winston Groom
Winston F. Groom (23. března 1943 Washington, D.C. – 17. září 2020) byl americký romanopisec a spisovatel literatury faktu, nejvíce se proslavil svoji knihou Forrest Gump, která byla zfilmována v roce 1994.

## Život
Winston Groom se narodil ve Washingtonu. Vyrůstal v Mobile v Alabamě, kde také absolvoval střední školu (University Military School, dnes známou pod názvem UMS-Wright Preparatory School). Rodiče chtěli, aby se stal právníkem jako jeho otec, ale tato myšlenka ho příliš nenadchla. Po střední škole začal studovat na Alabamské univerzitě (ve městě Tuscaloosa), kde dostal nabídku na editora školního časopisu a svá studia ukončil. Od roku 1965 do roku 1969 sloužil v armádě a zažil na vlastní kůži vietnamskou válku.
Po jeho návratu z Vietnamu pracoval jako reportér pro Washington star, ale brzy toho nechal a začal se věnovat psaní svého prvního románu Better Times Than These (Lepší časy než tyto), který byl publikován v roce 1978. Jeho další román As Summers Die (1980) si získal větší popularitu a jeho kniha Conversations with the Enemy (Rozhovory s nepřítelem), byla nominována na Pulitzerovu cenu v roce 1983.
V roce 1985 se Groom přestěhoval zpátky do Mobile, kde začal pracovat na románu Forrest Gump, který byl publikován v roce 1986 a který nesklidil takový úspěch, jaký si jeho autor přál, dokud nebyla kniha zfilmována pod stejným názvem v roce 1994 s Tomem Hanksem v roli Forresta. Film udělal z románu bestseller a bylo ho prodáno na 1,7 miliónu kopií po celém světě.

## Díla

### Romány
- Better Times Than These (Lepší časy než tyto) (1978)
- As Summers Die (1980)
- Conversations with the Enemy (Rozhovory s nepřítelem) (1982)
- Only (1984, novel)
- Forrest Gump (1986, česky v r. 1994)
- Gone the Sun (1988)
- Gump and Co. (1995, česky v r. 1996)
- Such a Pretty, Pretty Girl (Taková pěkná ženská) (1998, česky v r. 2001)